# Eupithecia cruentata
Eupithecia cruentata är en fjärilsart som beskrevs av Louis Beethoven Prout 1958. Eupithecia cruentata ingår i släktet Eupithecia och familjen mätare. Inga underarter finns listade i Catalogue of Life.